# David Louapre
David Louapre, né le 30 mai 1978 à Reims, est un docteur en physique connu pour son travail de vulgarisation des sciences, en particulier avec sa carrière de vidéaste sur sa chaîne YouTube Science étonnante.

## Biographie
Il est attiré par la recherche scientifique dès le lycée. Souhaitant devenir astrophysicien, il effectue ses études supérieures à l'École normale supérieure de Lyon (ENS) dans la promotion 1998,. Après trois ans de doctorat à l'Institut Périmètre de Waterloo au Canada, avec Laurent Freidel comme directeur de thèse, il soutient une thèse à l'ENS de Lyon en 2004 au sujet de la gravité quantique à boucles,.
Au début des années 2000, il travaille dans l'industrie en rejoignant le centre de recherche de Saint-Gobain.
En août 2010, il crée un blog de vulgarisation des sciences, puis lance en 2015 sa chaîne YouTube. Comme Bruce Benamran ou encore Mickaël Launay, il devient un des représentants de la vulgarisation francophone sur YouTube, une activité qui est alors en plein essor.
Il publie deux livres de vulgarisation chez Flammarion : Mais qui a attrapé le bison de Higgs ? (le titre est une référence humoristique au boson de Higgs) en 2016 et Insoluble mais vrai ! en 2017.
En 2018, repéré par ses vidéos, il rejoint Ubisoft en qualité de directeur scientifique afin d'apporter la science au sein du développement des jeux vidéo.
Suivie par 86 000 abonnés en 2016, sa chaîne YouTube en comptabilise 1,4 million en mai 2025, avec plus de 129 millions de vues.
Il possède également un astéroïde à son nom : (31426) Davidlouapre.

## Récompenses
- Prix Jean-Perrin de la Société française de physique en 2016 pour sa contribution à la vulgarisation et à la médiation scientifique[5]
- Prix du livre scientifique de la communauté d'agglomération Paris-Saclay en 2017, pour son livre Mais qui a attrapé le bison de Higgs ?[13]
- Prix Paul Doistau-Émile Blutet de l'information scientifique de l'Académie des sciences en 2021[14]
- Chevalier de l'ordre national du Mérite par le Ministère de l'éducation nationale, de la jeunesse et des sports en 2021[15]
- Médaille de la médiation scientifique du CNRS en 2023[16].
- Médaille de la Société d'encouragement au progrès (Médaille d'Argent en 2023)[1].

## Publications

### Ouvrages de vulgarisation
- David Louapre (ill. Lison Bernet), Mais qui a attrapé le bison de Higgs ? : et autres questions que vous n'avez jamais osé poser à haute voix, Paris, Flammarion, 2016, 176 p. (ISBN 978-2-08-136413-4, 978-2-08-138121-6 et 978-2-08-138122-3, lire en ligne).
  - rééd. 2019  (ISBN 978-2-08-148676-8, 978-2-08-148687-4 et 978-2-08-148689-8) [lire en ligne].
  - rééd. coll. « Champs / Sciences », 2022, 266 p.  (ISBN 978-2-08-027542-4, 978-2-08-027546-2 et 978-2-08-027543-1) [lire en ligne].
- David Louapre (ill. Lison Bernet), Insoluble mais vrai ! : Ces énigmes et casse-tête qui résistent encore à la science, Paris, Flammarion, 2017, 187 p. (ISBN 978-2-08-139542-8, 978-2-08-141343-6 et 978-2-08-141344-3, lire en ligne).
  - rééd. 2019  (ISBN 978-2-08-148677-5, 978-2-08-148683-6 et 978-2-08-148685-0) [lire en ligne].
  - rééd. coll. « Champs / Sciences », 2023, 282 p.  (ISBN 978-2-08-041946-0, 978-2-08-042330-6 et 978-2-08-042327-6) [lire en ligne].

### Publications scientifiques
À l'École normale supérieure de Lyon et à l'Institut Périmètre (avec Laurent Freidel, son directeur de thèse) :
- (en) Laurent Freidel et David Louapre, « Nonperturbative summation over 3D discrete topologies », Physical Review D, vol. 68, no 10,‎ 15 novembre 2003, article no 104004 (DOI 10.1103/PhysRevD.68.104004, Bibcode 2003PhRvD..68j4004F, arXiv hep-th/0211026, S2CID 119533405).
- (en) Laurent Freidel et David Louapre, « Asymptotics of 6j and 10j symbols », Classical and Quantum Gravity, vol. 20, no 7,‎ 7 avril 2003 (DOI 10.1088/0264-9381/20/7/303, Bibcode 2003CQGra..20.1267F, arXiv hep-th/0209134, S2CID 119059225).
- (en) Laurent Freidel et David Louapre, « Diffeomorphisms and spin foam models », Nuclear Physics B, vol. 662, nos 1–2,‎ 7 juillet 2003, p. 279–298 (DOI 10.1016/S0550-3213(03)00306-7, Bibcode 2003NuPhB.662..279F, arXiv gr-qc/0212001, S2CID 119546363).
- David Louapre (sous la dir. de Laurent Freidel), « Modèles de mousses de spin pour la gravité quantique en 3 dimensions », thèse de doctorat en physique, sur theses.fr, École normale supérieure de Lyon, 15 juin 2004 (HAL tel-00337352, consulté le 7 mai 2018).
- (en) Laurent Freidel et David Louapre, « Ponzano–Regge model revisited : I. Gauge fixing, observables and interacting spinning particles », Classical and Quantum Gravity, vol. 21, no 24,‎ 21 décembre 2004 (DOI 10.1088/0264-9381/21/24/002, Bibcode 2004CQGra..21.5685F, arXiv hep-th/0401076, S2CID 42369187).
- (en) Laurent Freidel et David Louapre, « Ponzano-Regge model revisited : II. Equivalence with Chern-Simons », arXiv,‎ 28 octobre 2004 et 14 février 2005 (DOI 10.48550/arXiv.gr-qc/0410141, Bibcode 2004gr.qc....10141F, arXiv gr-qc/0410141, S2CID 118228645) (en prépublication, non publié).

Chez Saint-Gobain :
- (en) David Louapre et Kristin Breder, « Hertzian Indentation Stress Field Equations », International Journal of Applied Ceramic Technology, vol. 12, no 5,‎ septembre-octobre 2015, p. 1071–1079 (DOI 10.1111/ijac.12317, S2CID 135924583).

Autres :
- (en) Stuart Bartlett et David Louapre, « Provenance of life : Chemical autonomous agents surviving through associative learning », Physical Review E, vol. 106, no 3,‎ septembre 2022, article no 034401 (PMID 36266823, DOI 10.1103/PhysRevE.106.034401, Bibcode 2022PhRvE.106c4401B, arXiv 2210.05227, S2CID 252251641).